# Jorge Poltronieri
Jorge Antonio Poltronieri Calvo (San José, 12 de marzo de 1985) es un futbolista costarricense que juega como portero y actualmente milita en Pérez Zeledón de la Primera División de Costa Rica.

## Clubes
| Club               | País       | Año                |
| ------------------ | ---------- | ------------------ |
| Pérez Zeledón      | Costa Rica | 2007 - 2011        |
| AD Barrio México   | Costa Rica | 2011 - 2012        |
| Santos de Guápiles | Costa Rica | 2012               |
| AD San Carlos      | Costa Rica | 2012 - 2013        |
| Pérez Zeledón      | Costa Rica | 2013 - Actualmente |

- Datos: Q16302168